# Romaji
Rōmaji (Japans: ローマ字; rōmaji) is een overkoepelende term voor transliteratiesystemen om de Japanse karaktersets: kanji, hiragana en katakana om te zetten naar het  Latijnse of Romeinse alfabet. Het woord rōmaji is een samenstelling van het Japanse woord rōma (een verbastering van 'Rome') en ji (字, 'teken', 'letter'). Het woord wordt evenwel niet alleen door Japanners gebruikt, maar ook door buitenlandse vertalers of andere deskundigen om te verwijzen naar Japans dat is getranslitereerd naar Latijnse letters.
Er zijn diverse systemen in gebruik om Japans weer te geven met Latijnse letters. Transliteratie met het Hepburn-systeem komt het meest voor. Het door de Japanse overheid erkende systeem is Kunrei-shiki, het Kunrei-systeem (ISO 3602).

## Toepassing vanrōmajiin Japan en daarbuiten
In Japan worden rōmaji (Latijnse letters of alfabet) op school onderwezen in het kader van het Engels en wordt er ook aandacht besteed aan de manier waarop Japans overgezet kan worden in dat schrift. In Japan zelf is Japans in Latijnse letters niet onbelangrijk. Zo hebben veel verkeersborden en plaatsnaamaanduidingen onder of naast het Japans een weergave van de tekst in rōmaji. Veel internationale ondernemingen, of ondernemingen die een internationaal imago nastreven spellen hun naam in Latijnse letters, al dan niet gebruikt als logo. In gedrukte media wordt westerse spelling in Latijnse letters soms toegevoegd om de Japanse weergave van buitenlandse namen te verduidelijken. Maar ook meer direct als deel van de Japanse taal zelf zijn de westerse letters niet onbekend. Vooral afkortingen worden direct tussen het Japans in geplaatst. De uitspraak van dergelijke afkortingen is vaak gebaseerd op een verjapanste vorm van het Engels. 'OL' (van 'office lady') wordt bijvoorbeeld uitgesproken als ōeru. Overigens is het gebruik van de (westerse vorm van) Arabische cijfers in het Japans in plaats van de traditionele karakters voor getallen tegenwoordig eerder de norm dan de uitzondering. Opvallend is ook dat bij de invoer van Japans met toetsenborden veel vaker gebruik wordt gemaakt van de spelling in rōmaji dan die in kana.
In lesmateriaal en in gedrukte media die buiten Japan verschijnen, is het gebruik van Latijnse letters voor de weergave van het Japans vrijwel de norm. Een belangrijke uitzondering vormen de landen die evenals Japan gebruikmaken van het karakterschrift.

## Belangrijke systemen voor transliteratie
Het Hepburn-systeem is het meest gebruikte systeem. Het is gebaseerd op de Engelstalige uitspraak van medeklinkers. Voor een korte introductie van de uitspraak van de klinkers verwijst men vaak naar de uitspraak daarvan in het Italiaans. Het Hepburn-systeem is door de Japanse overheid niet officieel erkend. Een van de redenen daarvoor is dat het systeem tot op zekere hoogte het zicht ontneemt op de regels voor de vormverandering van Japanse woorden. Overigens is het Hepburn-systeem zoals het nu gebruikt wordt gewijzigd ten opzichte van het originele systeem. De bedenker van het systeem, James Curtis Hepburn, had ten onrechte geen voorziening getroffen voor gepalatiseerde klanken. De naam van de hoofdstad van Japan werd daardoor aanvankelijk gespeld als Tōkio (een spellingswijze die niettemin op veel plaatsen is ingeburgerd). De gewijzigde spelling is Tōkyo. Verder is de regel van het originele Hepburn om m te spellen voor b, p en m in plaats van n vervallen. Weliswaar wordt de uitspraak van de n in die posities wel degelijk geassimileerd tot m, maar de herkenbaarheid van elementen die uitgaan op de speciale slot-n weegt ook zwaar.
Het Nihon-shiki (letterlijk 'Japans systeem') is het oudste en minst gebruikte van de drie belangrijkste systemen. Dit systeem brengt de grootste mate van systematiek in de relatie tussen de wisselende uitspraak van de Japanse fonemen en de spelling. Zonder kennis van de achterliggende regels is de uitspraak ervan voor buitenlanders evenwel volstrekt niet vanzelfsprekend. Nihon-shiki is wel—in tegenstelling tot Hepburn en zelfs het navolgende Kunrei-shiki—zonder onduidelijkheden weer om te zetten naar Japanse spelling in kana.
Het Kunrei-shiki (de betekenis is zoiets als 'het voorgeschreven systeem') is een minder strikte versie van het Nihon-shiki, waarbij de klanken die in Nihon-shiki gespeld worden als di en du terugkomen als zi en zu (in Hepburn is dat ji en zu). Het gaat hierbij om fonemen die op een bepaalde manier stemhebbend worden (bijvoorbeeld door samenvoeging van twee woorden) en gelijkklinkend worden met andere fonemen. De corresponderende Japanse kana-spelling (ぢ en づ) handhaaft het onderscheid, evenals Nihon-shiki, maar Hepburn en Kunrei verdoezelen het. Juist omdat zowel Hepburn als Kunrei-shiki geen aparte spelling hebben voor ぢ en づ kan invoer van die tekens met behulp van een toetsenbord met rōmaji problematisch zijn (veel programma's vallen toch terug op di en du, andere vragen dzi en dzu). Kunrei-shiki is gestandaardiseerd als ISO 3602.

### Voorbeelden Hepburn-systeem, Nihon-shiki en Kunrei-shiki
| Nederlands       | Japans   | kana spelling | Latijnse letters  | Latijnse letters | Latijnse letters |  |
| Nederlands       | Japans   | kana spelling | gewijzigd Hepburn | Nihon-shiki      | Kunrei-shiki     |  |
| ---------------- | -------- | ------------- | ----------------- | ---------------- | ---------------- |  |
| Latijnse letters | ローマ字 | ローマじ      | rōmaji            | rômazi           | rōmazi           |  |
| de berg Fuji     | 富士山   | ふじさん      | Fujisan           | Huzisan          | Huzisan          |  |
| thee             | お茶     | おちゃ        | ocha              | otya             | otya             |  |
| gouverneur       | 知事     | ちじ          | chiji             | tizi             | tizi             |  |
| krimpen          | 縮む     | ちぢむ        | chijimu           | tidimu           | tizimu           |  |
| voortduren       | 続く     | つづく        | tsuzuku           | tsuduku          | tsuzuku          |  |

## Alternatieve wijzen van latiniseren
De meest voorkomende variant op de bovenstaande systemen is die waarbij de diakritische tekens worden weggelaten die moeten aangeven dat bepaalde klinkers lang zijn, en dat een n staat voor de speciale slot-n en niet het begin is van een volgende lettergreep. Het eerste betreft ofwel een streepje boven de klinker, de macron (ā ī ū ē ō), ofwel een circumflex (â î û ê ô). Het tweede is het gebruik van de apostrof, als in 今夜 kon'ya, 'vanavond'. Hoewel veel woorden dubbelzinnig of zelfs onbegrijpelijk worden door deze weglatingen is dat in niet wetenschappelijke publicaties bijna de norm. Het weglaten van de macron wordt stellig in de hand gewerkt doordat kennis van de wijze van invoeren niet vanzelfsprekend is, maar ook de alternatieve spelling met de makkelijker te vinden circumflex wordt zelden toegepast.
Een andere veelvoorkomende manier van spellen wordt wel aangeduid als wāpuro rōmaji, een uitdrukking die verwijst naar de manier om Japans in te voeren met een QWERTY toetsenbord (wāpuro is de gangbare afkorting van wādopurosessā—de Japanse ontlening van het Engelse wordprocessor). Tegenwoordig staan de invoermethodes voor Japanse computers allerlei spellingen toe, maar de meest efficiënte methode is een gewijzigde vorm van Nihon-shiki, waarbij de lange klinkers gespeld worden zoals in de Japanse spelling met kana: ou voor de ō van de meeste woorden waarvoor hiragana spelling geldt, en voor het overige verdubbeling van de klinker (ei uitgezonderd).
Het voordeel van deze spelling is dat men verlost is van het probleem van de invoer van speciale tekens. Deze manier om lange klinkers te spellen wordt veel gebruikt in e-mails, in combinatie met een van de bovengenoemde systemen voor de rest van de woorden.
In lesmateriaal kunnen weer andere methodes aangetroffen worden. Een bekende methode is die van Eleanor Harz Jorden (het systeem heet JSL naar haar lesboeken Japanese: The Spoken Language). Haar methode is in strikte zin eerder te kenmerken als een manier van transcriptie van de uitspraak van het Japans dan als transliteratie van de Japanse spelling (waarvan sprake is bij bovengenoemde systemen). Allereerst volgt Jorden niet de gewoonte om de lange ē in sino-Japanse woorden op traditionele wijze te spellen als ei, zoals in geisha (een vrouwelijke entertainer bekwaam in traditionele zang en dans), wat Jorden weergeeft als geesya. Verder onderscheidt Jorden meer klanken dan de Japanse kana doen (het verschil tussen een gewone en een nasale g, als in respectievelijk de beginklank van gaikoku (buitenland) en ga (partikel dat het grammaticaal onderwerp aangeeft) en voegt ze diakritische tekens toe voor de weergave van het toonaccent.
Ten slotte zijn er sinds men begonnen is met het gebruiken van Latijnse letters voor het Japans tal van ad-hocoplossingen bedacht die al dan niet navolging vonden. Een nog gangbaar voorbeeld is de spelling van de lange ō als oh, als in Noh theater (een traditionele vorm van toneel).

## Enkele uitspraakregels voor Hepburn
Zie het artikel over het Hepburn-systeem voor meer informatie.
1. Kort gezegd worden de medeklinkers bij Hepburn uitgesproken als in het Engels, en de klinkers als in het Italiaans.
2. Klinkers (Bloch, 1970:120-149):
  - a als in mak [ɑ]
  - i als in iep [i]
  - u als in roe [u] (deze wordt echter vaak uitsproken als de Nederlandse /uu/)
  - e als in eet [e] (soms als in erg [ɛ])
  - o als in loop [o]
3. Met uitzondering van ei (wat staat voor een langer aangehouden e) worden klinkers apart uitgesproken.
4. Verdubbelde ss of ssh worden langer aangehouden.
5. De andere verdubbelde medeklinkers (kk, pp, tt, en tch) worden geïntensiveerd door een korte pauze of glottisslag in te lassen.
6. De klinkers zijn helder in de zin dat het geen tweeklanken zijn, dus ee niet als in de slordige Nederlandse uitspraak /zeej/.
7. In standaard Japans kunnen de klinkers i en u tussen stemloze medeklinkers (h, t, ch, k, f, s, sh, p) ook stemloos worden. Voor een klinker betekent stemloos een gefluisterde uitspraak (bij fluisteren gebruik je je stembanden niet). Daardoor worden de klanken bijna onhoorbaar en kunnen geen (hoorbaar) toonaccent meer dragen. Dit geldt ook voor de slotklank in het veelgebruikte beleefde werkwoord desu. Bij een redelijke spreeksnelheid kunnen (afhankelijk van de spreker) de klanken totaal lijken weg te vallen. Bij sommige sprekers lijkt soms aan het eind van een woord dat uitgaat op -su de u vervangen te worden door een langer aangehouden s.
8. De uitspraak van het Japanse foneem dat in Hepburn gespeld wordt met r kan wisselen tussen wat voor Nederlandstaligen klinkt als /r/, /l/ of zelfs als een korte /d/.

## Enkele veelgemaakte fouten bij Hepburn
1. Verkeerde lezing van de Engelse medeklinker(combinatie)s ch, sh en j. Hoewel sh redelijk vanzelf spreekt (Nederlands /sj/) worden ch en j soms verward met hun Nederlandse tegenhangers. In Nederlandse spelling is de uitspraak evenwel /tsj/ voor ch (vergelijk het Engels cheese) en de j als in de Engelse uitspraak van jeep.
2. Verkeerde uitspraak van de u, die soms verkeerd wordt begrepen als /uh/, terwijl de feitelijke uitspraak dichter bij de Nederlandse /oe/ligt.
3. In Hepburn is oe een tweeklank, o gevolgd door e.
4. Verkeerde lezing van het teken voor lange klinkers. Wat in het Nederlands onder lange klinkers wordt verstaan is in feite een klankverandering, zonder dat daarbij de klinker daadwerkelijk langer wordt aangehouden. In het Japans is het langer aanhouden van de klank van belang. In poëzie en zang is een verlengde klinker zelfs precies twee keer zo lang als een normale klinker.
5. Verkeerde lezing van de spelling van ei in sino-japanse samenstellingen. Het betreft hier in modern Japans eenvoudig een lange ē, maar de traditionele spelling voor deze ontleningen uit (of nieuwvormingen naar) het Chinees is gehandhaafd. Soms wordt ei door Nederlandstaligen uitgesproken als de in die taal gebruikelijke /ei/ (van 'eieren'). Soms wordt de ei ook gezien als een tweeklank, maar hoewel die uitspraak in theorie in origineel Japanse woorden voor kan komen is er in de praktijk altijd sprake van de lange ē van het sino-japans. Dit is niet te verwarren met andere combinaties van klinkers: ao, oa, ai, ui, ie, oe, etc. zijn allemaal tweeklanken. De enige andere uitzondering in standaard Japans is de uitspraak van iu, die met name waar het het werkwoord 'zeggen' betreft kan worden uitgesproken als yū (waarbij in dit geval ū tussen de Nederlandse /oe/ en /ü/ in zit).

Een aantal van de bovenstaande bijzonderheden van Hepburn komen samen in de in het Nederlands ingeburgerde uitspraak van 'judo', waarbij de j en de u als in het Nederlands worden uitgesproken, en ook de lange klinkers (het betreft hier 柔道 , jūdō) zijn verdwenen. In Nederlandse spelling is de originele uitspraak dichter bij /dzjoeh-dooh/.